# Junonia
Junonia hay chi Bướm hoa là một chi bướm trong họ Nymphalidae, được Jacob Hübner mô tả vào năm 1819. Chi này phân bố rộng khắp thế giới trừ châu Âu và Nam Cực.

## Mô tả
Chi có kích thước từ trung bình đến lớn (40–110 mm), phần thân to và nhiều lông, chân đặc trưng họ Nymphalidae với chân trước bị thoái hóa. Râu hình chùy, nhìn chung khá ngắn. Chi này có 2 loại trạng thái: mùa mưa và mùa khô. Mùa mưa các góc cánh tròn và đều đặn, đốm trên cánh rõ rệt và màu cánh tươi sáng hơn; múa khô các đốm mắt bị tiêu giảm, các góc cánh kéo dài ra và cánh ngả sang màu lá khô, điều này giúp chúng dễ dàng ngụy trang để tránh bị ăn thịt.

## Cây chủ
Junonia có rất nhiều cây chủ. Ấu trùng ăn nhiều loại thực vật thuộc các họ như Labiatae, Acanthaceae, Amaranthaceae, Scrophulariaceae, Onagraceae, Leguminosae, Balsaminaceae, Gramineae, Melastomataceae, Plantaginaceae, Aucubaceae và Compositae.

## Các loài
- Junonia adulatrix (Fruhstorfer, 1903) — Sumba.
- Junonia africana (Richelmann, 1913) — Cameroon.
- Junonia almana (Linnaeus, 1758) — Nam Á và Đông Nam Á.
- Junonia ansorgei (Rothschild, 1899) — Cameroon và Ethiopia.
- Junonia artaxia (Hewitson, 1864) — Đông và Nam Phi.
- Junonia atlites (Linnaeus, 1763) — Nam Á và Đông Nam Á.
- Junonia chorimene (Guérin-Méneville, 1844) — Châu Phi.
- Junonia coenia (Hübner, 1822) — Nam và đông Hoa Kỳ, México.
- Junonia cytora (Doubleday, 1847) — Tây Phi.
- Junonia cymodoce (Cramer, 1777) — Tây Phi.
- Junonia divaricata (C. & R. Felder, 1867) — Nam Mỹ.
- Junonia erigone (Cramer, 1775) — Indonesia.
- Junonia evarete (Cramer, 1779) — Nam Mỹ.
- Junonia genoveva (Cramer, 1780) — Nam Mỹ.
- Junonia goudoti (Boisduval, 1833) — Madagascar, Comoros.
- Junonia gregorii (Butler, 1896)— Đông Phi.
- Junonia grisea (Austin & Emmel, 1998) — Tây và nam Hoa Kỳ, đông bắc México.
- Junonia hadrope (Doubleday, 1847) — Ghana.
- Junonia hedonia (Linnaeus, 1764) — Malaysia và Úc.
- Junonia hierta (Fabricius, 1798) — Châu Phi, Ả Rập, Nam Á và Đông Nam Á.
- Junonia intermedia (C. & R. Felder, 1867) — Indonesia.
- Junonia iphita (Cramer, 1779) — Nam Á và Đông Nam Á.
- Junonia lemonias (Linnaeus, 1758) — Nam Á và Đông Nam Á.
- Junonia litoralis (Brévignon, 2009) — Nam Mỹ.
- Junonia natalica (C. & R. Felder, 1860) — Đông Phi và Nam Phi.
- Junonia neildi (Brévignon, 2004) — Antilles, Florida, Texas, México.
- Junonia nigrosuffusa (Barnes & McDunnough, 1916) — Tây và nam Hoa Kỳ, México.
- Junonia oenone (Linnaeus, 1758) — Châu Phi, Ả Rập.
- Junonia orithya (Linnaeus, 1758) — Châu Phi, Ả Rập, Nam Á và Đông Nam Á, Úc.
- Junonia pacoma (Grishin, 2020) — México.
- Junonia rhadama (Boisduval, 1833) — Madagascar, Comoros, Mascarenes, Seychelles.
- Junonia schmiedeli (Fiedler, 1920) — Trung Phi.
- Junonia sophia (Fabricius, 1793) — Châu Phi nhiệt đới.
- Junonia stemosa (Grishin, 2020) — Texas.
- Junonia stygia (Aurivillius, 1894) — Châu Phi nhiệt đới.
- Junonia terea (Drury, 1773) — Châu Phi nhiệt đới.
- Junonia timorensis (Wallace, 1869) — Timor và các đảo lân cận.
- Junonia touhilimasa (Vuillot, 1892) — Nam và trung Châu Phi.
- Junonia vestina (C. & R. Felder, 1867) — Nam Mỹ.
- Junonia villida (Fabricius, 1787) — Châu Đại Dương.
- Junonia wahlbergi (Brévignon, 2008) — Nam Mỹ.
- Junonia westermanni Westwood, 1870 — Trung Phi.
- Junonia zonalis C. & R. Felder,  1867 — Antilles, Florida.

## Hình ảnh

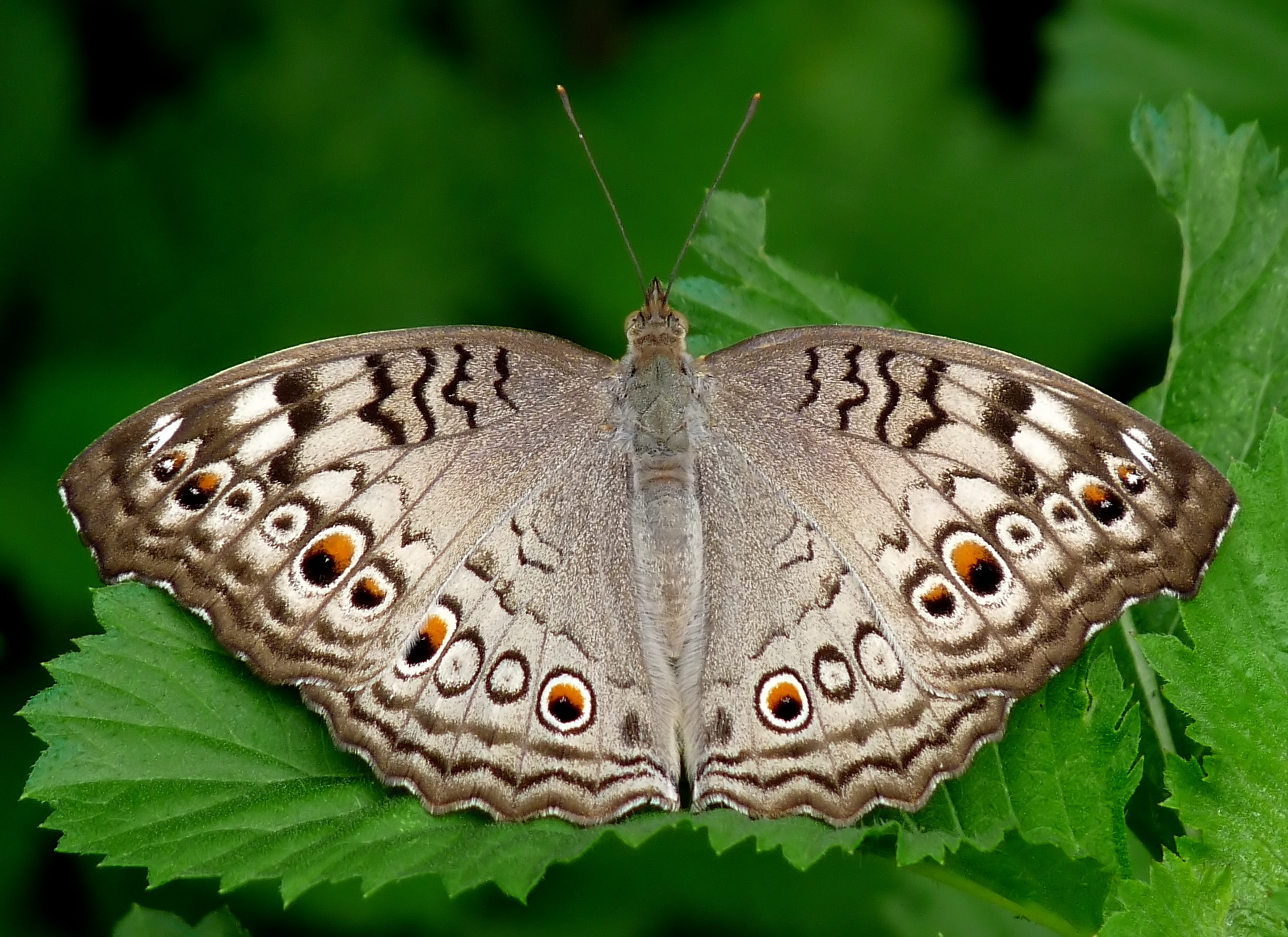
Junonia atlites
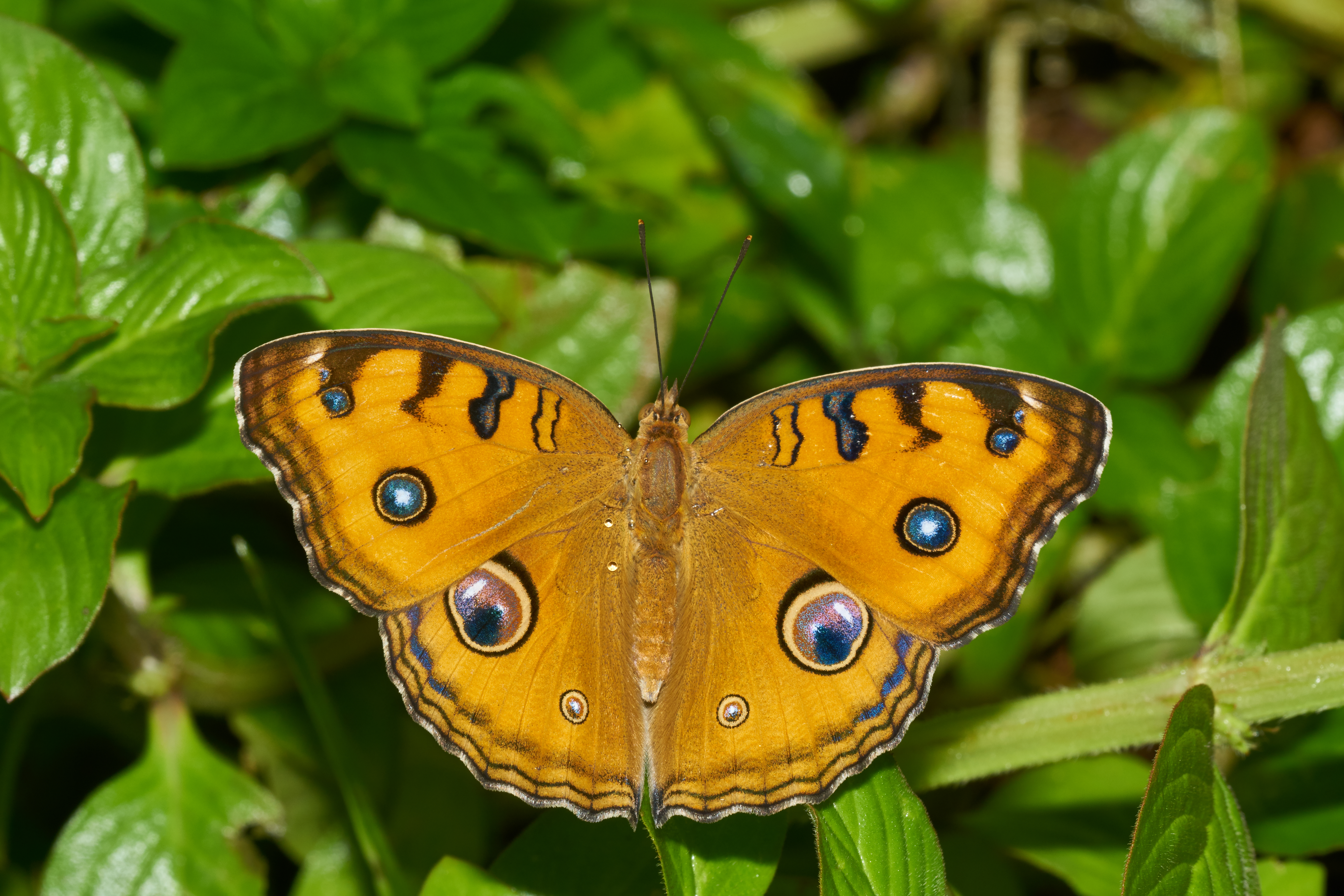
Junonia almana
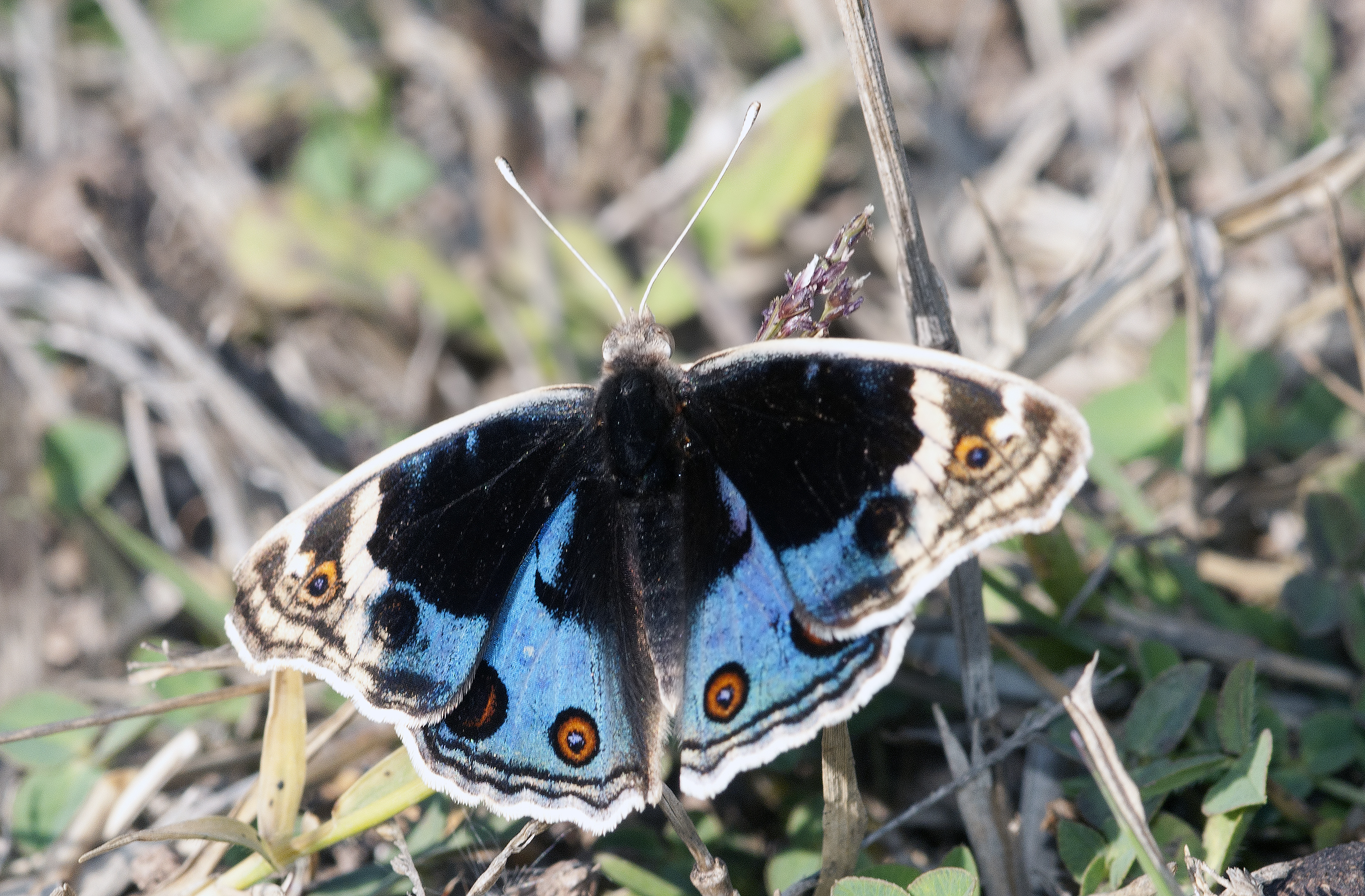
Junonia orithya
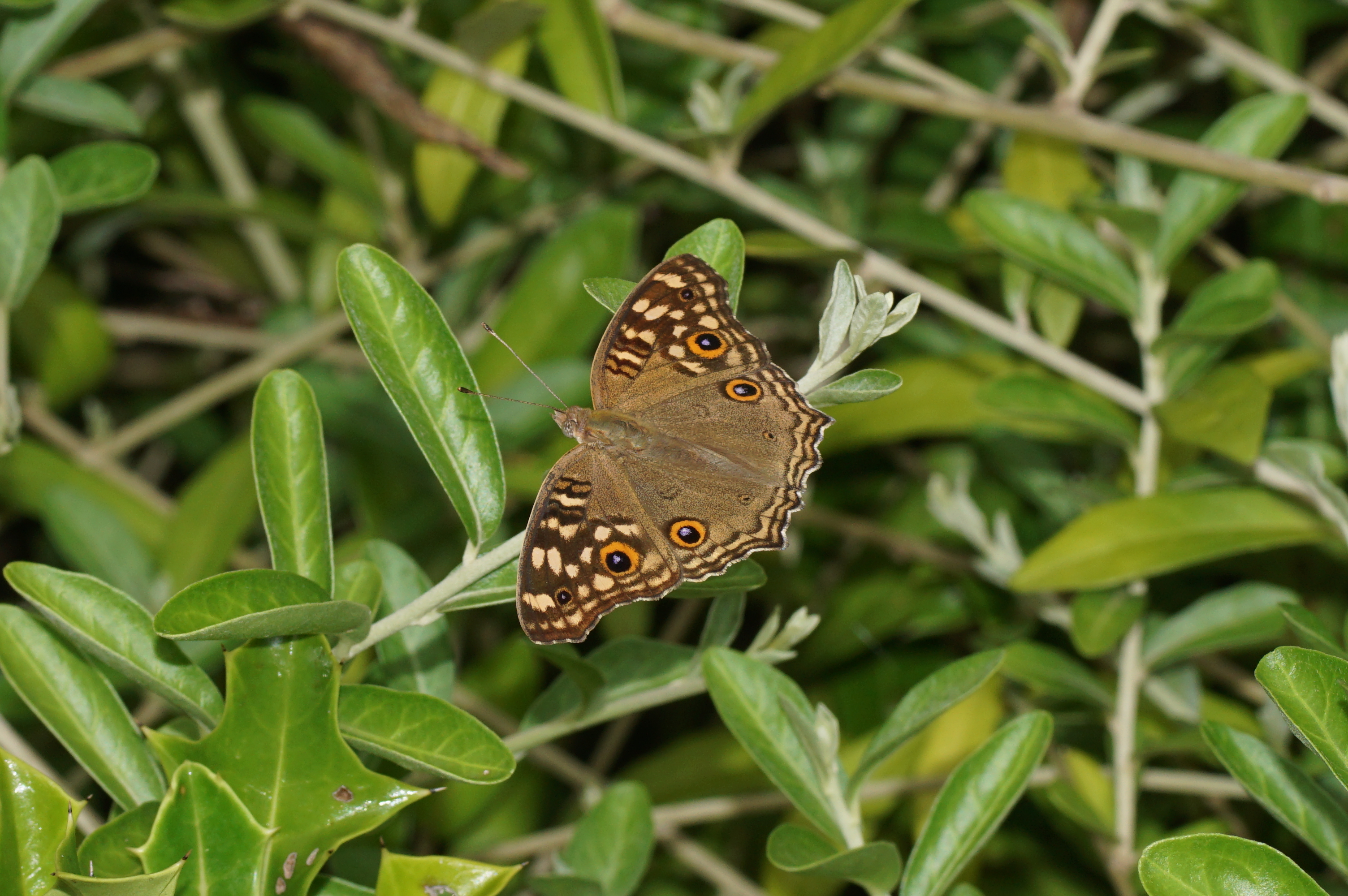
Junonia lemonias
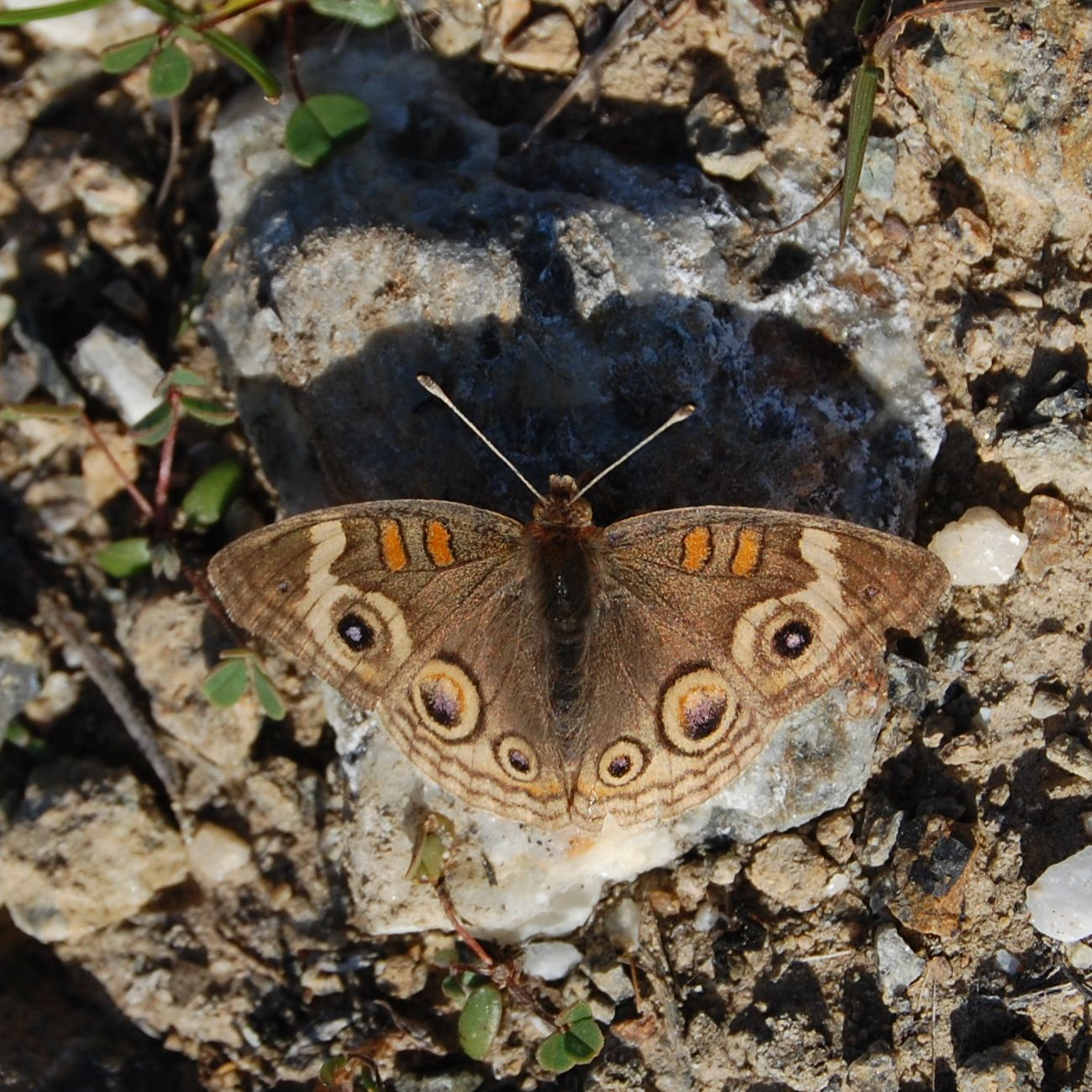
Junonia coenia
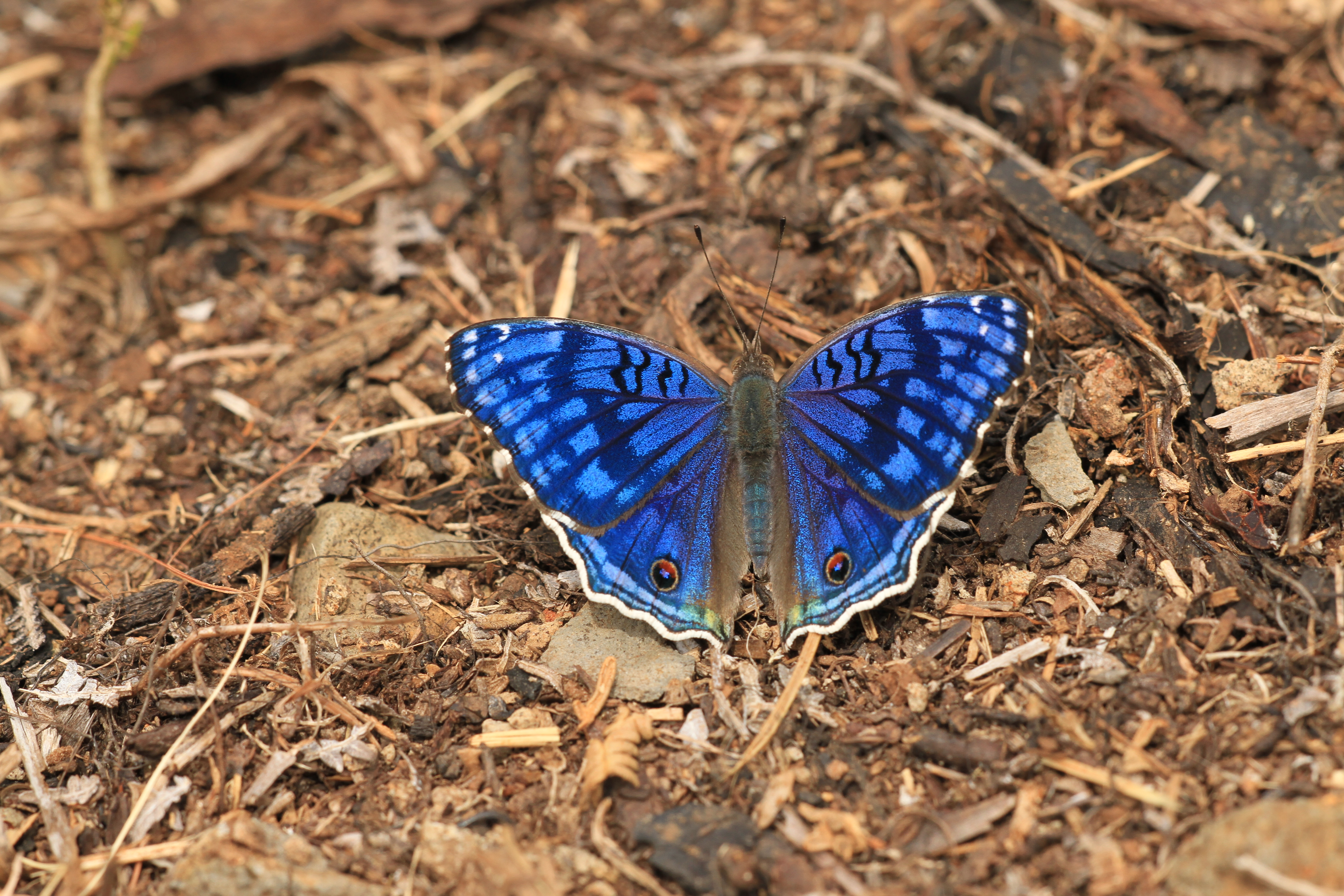
Junonia rhadama
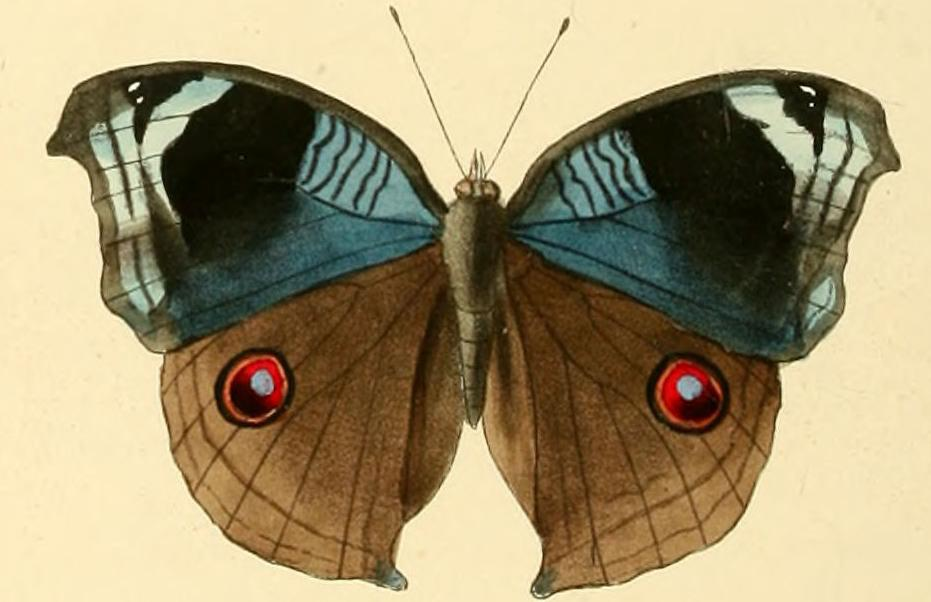
Junonia artaxia